# Kultura strielecka
Kultura strielecka – nazwa tej kultury pochodzi od eponimicznego stanowiska Kostenki-Strieleckaja znajdujących się nad Donem koło Woroneża. 
Kultura strielecka rozwijała się w okresie od ok. 37 tys. do ok. 30 tys. lat temu. Zespół zjawisk kulturowych utożsamianych z kulturą strielecką poświadczony jest na terenie Krymu stanowisko Boran Kaja oraz na terenie Niżu Rosyjskiego - stanowisko Sungir koło Włodzimierza nad Klaźmą. Do przewodnich form narzędziowych utożsamianych z kulturą strielecką należą trójkątne ostrza bifacjalne oraz zgrzebła wytwarzane na odłupkach a także krótkie drapacze o retuszowanych krawędziach. Poświadczona jest także obecność ostrzy liściowatych oraz zbrojników co pośrednio może dowodzić stosowania przez ludność tej kultury łuku. Narzędzia te wykonywane były z zastosowaniem techniki naciskowej co stanowiło o wysokiej jakości tych narzędzi. Inwentarz narzędzi kościany wykonywanych z kości słoniowej i poroży renifera reprezentowany jest przez narzędzia łopatkowate oraz ozdoby. Za główny surowiec do wznoszenia konstrukcji mieszkalnych służyły kości mamutów. W pobliżu tych konstrukcji poświadczona jest obecność ognisk. Szczątki kostne odkrywane na tych stanowiskach mogą świadczyć, iż ludność tej kultury polowała na mamuty, renifery, bizony i lisy polarne. Ludność tej kultury korzystała z różnych ekosystemów o czym mogą świadczyć szczątki ryb głównie pstrągów oraz szczątki ptaków. 